# Javier Mascherano
Javier Alejandro Mascherano (wymowa hiszpańska: [matʃeˈɾano], włoska: [ˌmaskeˈɾano]; ur. 8 czerwca 1984 w San Lorenzo) – argentyński piłkarz, który występował na pozycji pomocnika lub obrońcy. W latach 2003–2018, zaliczył 147 występów jako reprezentant Argentyny.
Srebrny medalista Mistrzostw Świata w 2014 roku. Uczestnik Mistrzostw Świata w 2006 oraz 2018 roku. Czterokrotny srebrny medalista Copa America (2004, 2007, 2015, 2016).
Najwięcej występów w swojej karierze zaliczył dla hiszpańskiego klubu FC Barcelona. Występował również między innymi dla: Liverpoolu, River Plate czy West Hamu.

## Kariera klubowa

### Początki
Mascherano występował w zespole Renato Cesarini z siedzibą w Rosario, który powstał na cześć byłego piłkarza argentyńskiego. Grał również jako napastnik w lokalnych zespołach z San Lorenzo – zespołach Alianza i Barrio Vila, gdzie trenował go ojciec. W wieku 11 lat trafił do szkółki piłkarskiej River Plate. W 1999 roku z zespołem U-15 wyjechał do Manchesteru, gdzie grał w turnieju piłkarskim organizowanym przez Manchester United.

### River Plate
W 2003 roku Mascherano został włączony do pierwszego zespołu River Plate. Zadebiutował 3 sierpnia 2003 roku w meczu z Nueva Chicago. Sezon 2003/2004 zakończył z 21 występami w lidze. Ze swoim klubem wygrał także rozgrywki Clausury, zamykające sezon. Z drużyną River Plate dotarł także do półfinału Copa Libertadores 2004, w którym przegrał z Boca Juniors.
W sierpniu 2004 roku Arsenal złożył ofertę kupna Mascherano za 7,5 miliona funtów. Zainteresowany Argentyńczykiem był także Real Madryt oraz Juventus F.C.. Mascherano pozostał jednak w Argentynie, ponieważ dwie agencje piłkarskie, które miały prawo transferu zawodnika – Global Soccer Agencies i Mystere Services Ltd – miały inne plany.
W sezonie 2004/2005 Mascherano rozegrał 25 ligowych meczów.

### Corinthians
W 2005 roku Mascherano za 7,5 miliona funtów trafił do Corinthians Paulista. Zadebiutował w tym klubie 10 lipca w wygranym 3:1 meczu z SE Palmeiras. W sierpniu 2005 został nominowany do tytułu piłkarza roku młodego pokolenia według FIFPro, który ostatecznie powędrował do Wayne'a Rooneya. Po rozegraniu dziewięciu spotkań, we wrześniu 2005 roku doznał kontuzji, która wykluczyła go z gry na pół roku i na boisko powrócił w marcu 2006 roku.
W sezonie 2005 Mascherano wystąpił siedmiokrotnie w lidze. Został także ze swoim zespołem mistrzem Brazylii. W kolejnym sezonie rozegrał 10 ligowych spotkań. W kolejnym sezonie jego klub walczył o utrzymanie w lidze, a Mascherano rozegrał 10 meczów.

### West Ham United
Mimo iż Mascherano powiedział, że pozostanie w Corinthians aby pomóc temu zespołowi w utrzymaniu się w lidze to 31 sierpnia 2006 roku trafił do West Ham United za 339 tysięcy funtów. Klub ten zapłacił również 800 tysięcy dwóm agencjom piłkarskim, które posiadały prawa do zawodnika. W klubie tym zadebiutował 13 września w meczu Pucharu UEFA z US Palermo (przegrana 0:1). Trzy dni później zadebiutował w Premier League w przegranym 0:2 meczu z Newcastle United.
W West Ham United Mascherano nie był podstawowym zawodnikiem. Klub ten nie wygrał żadnego spotkania, w którym wystąpił. W środku pomocy grali najczęściej Nigel Reo-Coker i Hayden Mullins, których Alan Pardew uznawał za bardziej doświadczonych. Podobnie postępował jego następca, Alan Curbishley. Mascherano rozegrał łącznie siedem meczów w West Ham United, w tym pięć w lidze.

### Liverpool
16 stycznia 2007 roku Liverpool poprosił FIFA o zgodę na wypożyczenie Mascherano z Corinthians. 31 stycznia FIFA wyraziła zgodę. Tego samego dnia zawodnik został wypożyczony na półtora roku za 1,6 miliona funtów z możliwością wykupu zawodnika. Mimo iż umowa została podpisana jeszcze przed zakończeniem okienka transferowego, to władze Premier League musiały sprawdzić czy nie złamane zostały żadne przepisy.
20 lutego pozwolono zarejestrować Mascherano jako zawodnika Liverpoolu i cztery dni później zadebiutował w wygranym 4:0 meczu z Sheffield United. Po swoim pierwszym spotkaniu Mascherano otrzymał pochwały od Rafaela Beníteza i Stevena Gerrarda. 3 kwietnia Mascherano zadebiutował w Lidze Mistrzów w meczu z PSV Eindhoven. Liverpool dotarł do finału tych rozgrywek, w którym zagrał z AC Milan. W meczu tym Mascherano zagrał do 78. minuty, kiedy to został zmieniony przez Petera Croucha i otrzymał także żółtą kartkę. Liverpool przegrał 2:1. Sezon 2006/2007 zakończył z 11 występami we wszystkich rozgrywkach.
28 października 2007 roku w zremisowanym 1:1 meczu z Arsenalem doznał kontuzji stopy. Mimo to 31 października zmienił w 87. minucie spotkania Pucharu Ligi z Cardiff City Lucasa Leivę. 29 lutego 2008 Mascherano został wykupiony z Media Sports Investment przez Liverpool i podpisał czteroletni kontrakt. Kwota zapłacona przez klub wyniosła około 17–19 milionów funtów. 15 marca w wygranym 2:1 spotkaniu Premier League z Reading strzelił swoją pierwszą bramkę dla Liverpoolu. Sezon 2007/2008 zakończył z 41 występami we wszystkich rozgrywkach.
W sezonie 2008/2009 rozegrał 38 spotkań.
17 października 2009 roku Mascherano rozegrał setne spotkanie dla Liverpoolu. Był to mecz z Sunderlandem.

### FC Barcelona
W sierpniu 2010 roku podpisał kontrakt z hiszpańskim klubem FC Barcelona. W sezonie 2010/2011 zdobył Mistrzostwo Hiszpanii i wygrał Ligę Mistrzów. W ostatnim sezonie pod wodzą Josepa Guardioli Javier Mascherano razem z drużyną sięgnął po cztery trofea: Copa del Rey, Klubowe Mistrzostwa Świata, Superpuchar Hiszpanii i Superpuchar Europy. Był to jego najlepszy dotychczasowy sezon.

### Hebei China Fortune
24 stycznia 2018 roku chiński klub Hebei China Fortune poinformował, że Mascherano zostanie ich nowym piłkarzem.

### Estudiantes de La Plata
W dniu 23 listopada 2019 roku ogłoszono, że Mascherano dołączy do argentyńskiego klubu Estudiantes de La Plata w styczniu 2020 roku. Oficjalny debiut zaliczył w meczu ligowym z San Lorenzo 25 stycznia 2020 roku, który zakończył się remisem 1:1.
15 listopada 2020 roku Mascherano ogłosił przejście na piłkarską emeryturę.

## Kariera reprezentacyjna

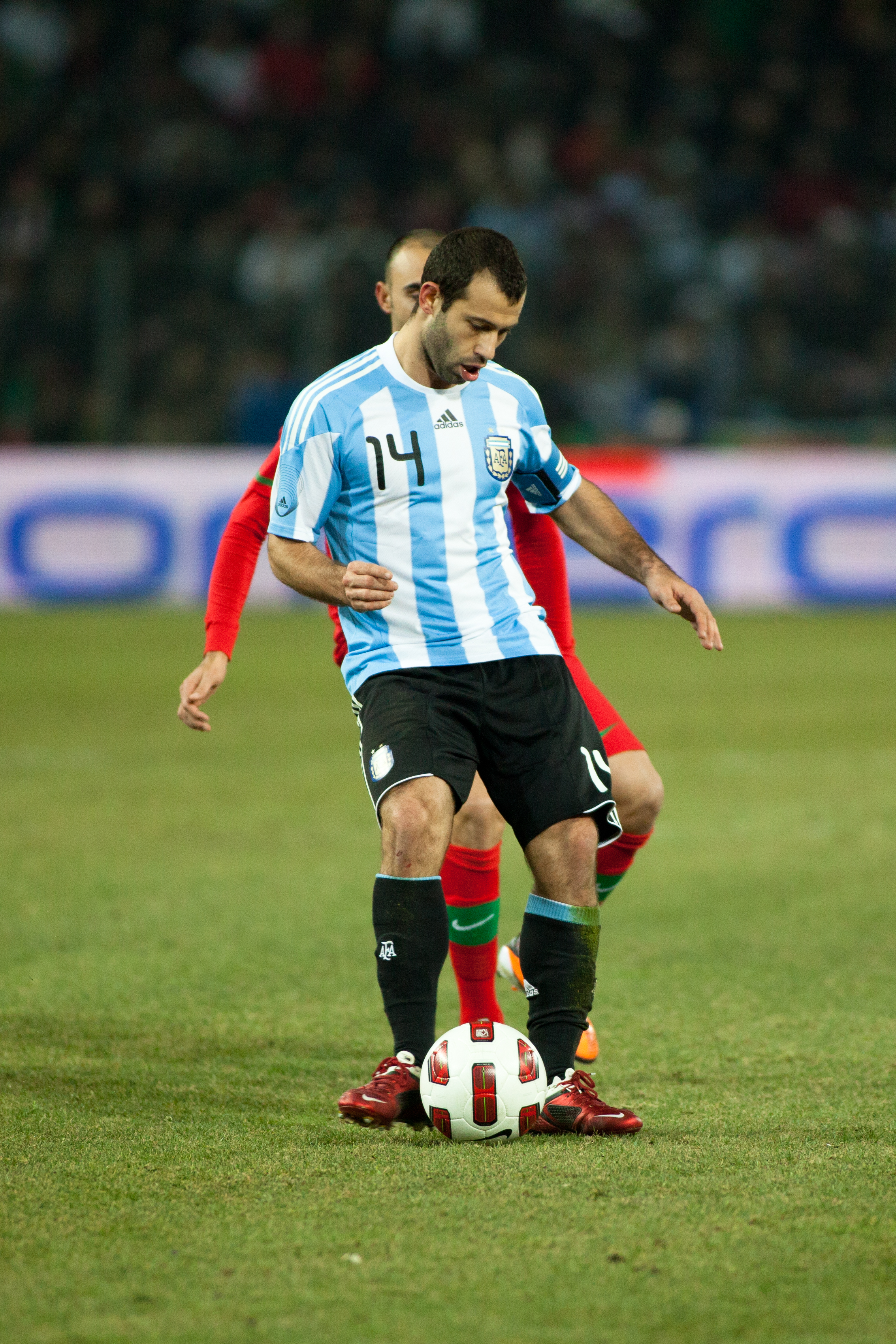
Mascherano grający w reprezentacji Argentyny

W 2001 roku Mascherano grał na Mistrzostwach Świata U-17. Argentyna odpadła w półfinałach po porażce z Francją i ostatecznie zajęła czwarte miejsce, a on sam zagrał we wszystkich sześciu meczach swojego zespołu. Mascherano wystąpił także na Mistrzostwach Świata U-20 w 2003 roku.
W reprezentacji debiutował 16 lipca 2003 w meczu z Urugwajem. Brał udział w Copa América 2004 (srebrny medal) oraz w finałach MŚ 2006. Z drużyną młodzieżową zdobył złoty medal Igrzysk Olimpijskich w Atenach i Igrzysk Olimpijskich w Pekinie. Od dnia 10 listopada 2008 roku jest jej kapitanem, opaskę wręczył mu nowy szkoleniowiec Diego Maradona.
30 czerwca 2018 po meczu na MŚ w Rosji w meczu z reprezentacją Francji zakończył karierę reprezentacyjną .

## Styl gry
Mascherano jest prawonożnym defensywnym pomocnikiem. Rozgrywa dobrze piłkę, wykonuje dokładne podania, umie umiejętnie przerywać akcje przeciwników, jest szybki oraz waleczny. Zawsze jest "silnikiem" zespołu, w którym występuje. Mimo to Mascherano nie oddaje dokładnych strzałów na bramkę, co jednak nie jest zadaniem defensywnego pomocnika.
Jorge Valdano określił Mascherano "skrzyżowaniem Diego Simeone i Fernando Redondo", a Diego Maradona nazwał go "graczem-potworem". Kibice Liverpoolu nazywają Javiera właśnie "Monster Masch", czyli potwór.

## Statystyki

### Klubowe
(aktualne na dzień 11 stycznia 2018 roku)
| Klub                 | Sezon              | Liga               | Liga | Liga | Puchar kraju | Puchar kraju | Puchar ligi | Puchar ligi | Puchar Kontynentalny | Puchar Kontynentalny | Inne | Inne | Suma | Suma |
| Klub                 | Sezon              | Liga               | M    | B    | M            | B            | M           | B           | M                    | B                    | M    | B    | M    | B    |
| -------------------- | ------------------ | ------------------ | ---- | ---- | ------------ | ------------ | ----------- | ----------- | -------------------- | -------------------- | ---- | ---- | ---- | ---- |
| River Plate          | 2003/04            | Primera División   | 21   | 0    | –            | –            | –           | –           | –                    | –                    | -    | -    | 21   | 0    |
| River Plate          | 2004/05            | Primera División   | 25   | 0    | –            | –            | –           | –           | 10                   | 1                    | -    | -    | 36   | 1    |
| River Plate          | Ogólnie            | Ogólnie            | 46   | 0    | 0            | 0            | 0           | 0           | 10                   | 1                    | 0    | 0    | 56   | 1    |
| Corinthians Paulista | 2005               | Série A            | 7    | 0    | –            | –            | –           | –           | -                    | -                    | –    | –    | 7    | 0    |
| Corinthians Paulista | 2006               | Série A            | 10   | 0    | –            | –            | –           | –           | 4                    | 0                    | -    | -    | 14   | 0    |
| Corinthians Paulista | Ogólnie            | Ogólnie            | 17   | 0    | 0            | 0            | 0           | 0           | 4                    | 0                    | 0    | 0    | 21   | 0    |
| West Ham             | 2006/07            | Premier League     | 5    | 0    | 0            | 0            | 0           | 0           | 2                    | 0                    | -    | -    | 7    | 0    |
| West Ham             | Ogólnie            | Ogólnie            | 5    | 0    | 0            | 0            | 0           | 0           | 2                    | 0                    | 0    | 0    | 7    | 0    |
| Liverpool            | 2006/07            | Premier League     | 7    | 0    | 0            | 0            | 0           | 0           | 4                    | 0                    | –    | –    | 11   | 0    |
| Liverpool            | 2007/08            | Premier League     | 25   | 1    | 2            | 0            | 1           | 0           | 13                   | 0                    | –    | –    | 41   | 1    |
| Liverpool            | 2008/09            | Premier League     | 27   | 0    | 3            | 0            | 0           | 0           | 8                    | 0                    | -    | -    | 38   | 0    |
| Liverpool            | 2009/10            | Premier League     | 34   | 0    | 0            | 0            | 1           | 0           | 13                   | 1                    | -    | -    | 48   | 1    |
| Liverpool            | 2010/11            | Premier League     | 1    | 0    | 0            | 0            | 0           | 0           | 0                    | 0                    | -    | -    | 1    | 0    |
| Liverpool            | Ogólnie            | Ogólnie            | 94   | 1    | 5            | 0            | 2           | 0           | 38                   | 1                    | 0    | 0    | 139  | 2    |
| FC Barcelona         | 2010/11            | Primera División   | 27   | 0    | 7            | 0            | –           | –           | 11                   | 0                    | -    | -    | 45   | 0    |
| FC Barcelona         | 2011/12            | Primera División   | 31   | 0    | 6            | 0            | -           | -           | 10                   | 0                    | 5    | 0    | 51   | 0    |
| FC Barcelona         | 2012/13            | Primera División   | 25   | 0    | 6            | 0            | -           | -           | 8                    | 0                    | 2    | 0    | 41   | 0    |
| FC Barcelona         | 2013/14            | Primera División   | 28   | 0    | 7            | 0            | -           | -           | 9                    | 0                    | 2    | 0    | 46   | 0    |
| FC Barcelona         | 2014/15            | Primera División   | 28   | 0    | 7            | 0            | –           | –           | 12                   | 0                    | –    | –    | 47   | 0    |
| FC Barcelona         | 2015/16            | Primera División   | 32   | 0    | 6            | 0            | –           | –           | 8                    | 0                    | 5    | 0    | 51   | 0    |
| FC Barcelona         | 2016/17            | Primera División   | 25   | 1    | 5            | 0            | –           | –           | 8                    | 0                    | 2    | 0    | 40   | 1    |
| FC Barcelona         | 2017/18            | Primera División   | 7    | 0    | 2            | 0            | –           | –           | 2                    | 0                    | 1    | 0    | 12   | 0    |
| FC Barcelona         | Ogólnie            | Ogólnie            | 203  | 1    | 46           | 0            | 0           | 0           | 68                   | 0                    | 17   | 0    | 334  | 1    |
| Ogólnie w karierze   | Ogólnie w karierze | Ogólnie w karierze | 365  | 2    | 51           | 0            | 2           | 0           | 122                  | 2                    | 17   | 0    | 557  | 4    |

### Reprezentacyjne
Stan na 14 listopada 2017
| Reprezentacja | Rok     | Występy | Gole |
| ------------- | ------- | ------- | ---- |
| Argentyna     | 2003    | 1       | 0    |
| Argentyna     | 2004    | 10      | 0    |
| Argentyna     | 2005    | 3       | 0    |
| Argentyna     | 2006    | 8       | 0    |
| Argentyna     | 2007    | 14      | 2    |
| Argentyna     | 2008    | 9       | 0    |
| Argentyna     | 2009    | 10      | 0    |
| Argentyna     | 2010    | 9       | 0    |
| Argentyna     | 2011    | 13      | 0    |
| Argentyna     | 2012    | 8       | 0    |
| Argentyna     | 2013    | 9       | 0    |
| Argentyna     | 2014    | 15      | 1    |
| Argentyna     | 2015    | 12      | 0    |
| Argentyna     | 2016    | 13      | 0    |
| Argentyna     | 2017    | 6       | 0    |
| Łącznie       | Łącznie | 141     | 3    |

## Sukcesy

### River Plate
- Clausura: 2003/2004

### Corinthians
- mistrzostwo Brazylii: 2005

### Liverpool
- finał Ligi Mistrzów: 2006/2007

### FC Barcelona
- Liga Mistrzów: 2010/2011, 2014/2015
- Mistrzostwo Hiszpanii: 2010/2011, 2012/2013, 2014/2015, 2015/2016, 2017/2018
- Puchar Króla: 2011/2012, 2014/2015, 2015/2016, 2016/2017
- Klubowe Mistrzostwa Świata: 2011, 2015
- Superpuchar Hiszpanii: 2011, 2013, 2016
- Superpuchar Europy UEFA 2011, 2015

### Reprezentacja Argentyny
- Wicemistrzostwo Copa America: 2004, 2007, 2015, 2016
- złoty medal igrzysk olimpijskich: 2004, 2008
- Mistrzostwa Świata 2014:  Srebrny

## Życie prywatne
Mascherano urodził się 8 czerwca 1984 roku. Jego ojciec, Oscar grał jako napastnik w zespole Newell's Old Boys.
W czerwcu 2008 roku poślubił Fernandę, która przez wiele lat była jego dziewczyną. Para ma dwie córki: Lolę i Almę.
Od 2004 roku posiada również obywatelstwo włoskie.